# Ashigram
Ashigram (nep. आशिग्राम) – gaun wikas samiti w zachodniej części Nepalu w strefie Mahakali w dystrykcie Dadeldhura. Według nepalskiego spisu powszechnego z 2001 roku liczył on 542 gospodarstw domowych i 3187 mieszkańców (1658 kobiet i 1529 mężczyzn).